# Еллінгсгаузен
Еллінгсгаузен (нім. Ellingshausen) — громада в Німеччині, розташована в землі Тюрингія. Входить до складу району Шмалькальден-Майнінген. Складова частина об'єднання громад Дольмар-Зальцбрюкке.
Площа — 6,77 км2. Населення становить 203 ос. (станом на 31 грудня 2021).

## Галерея

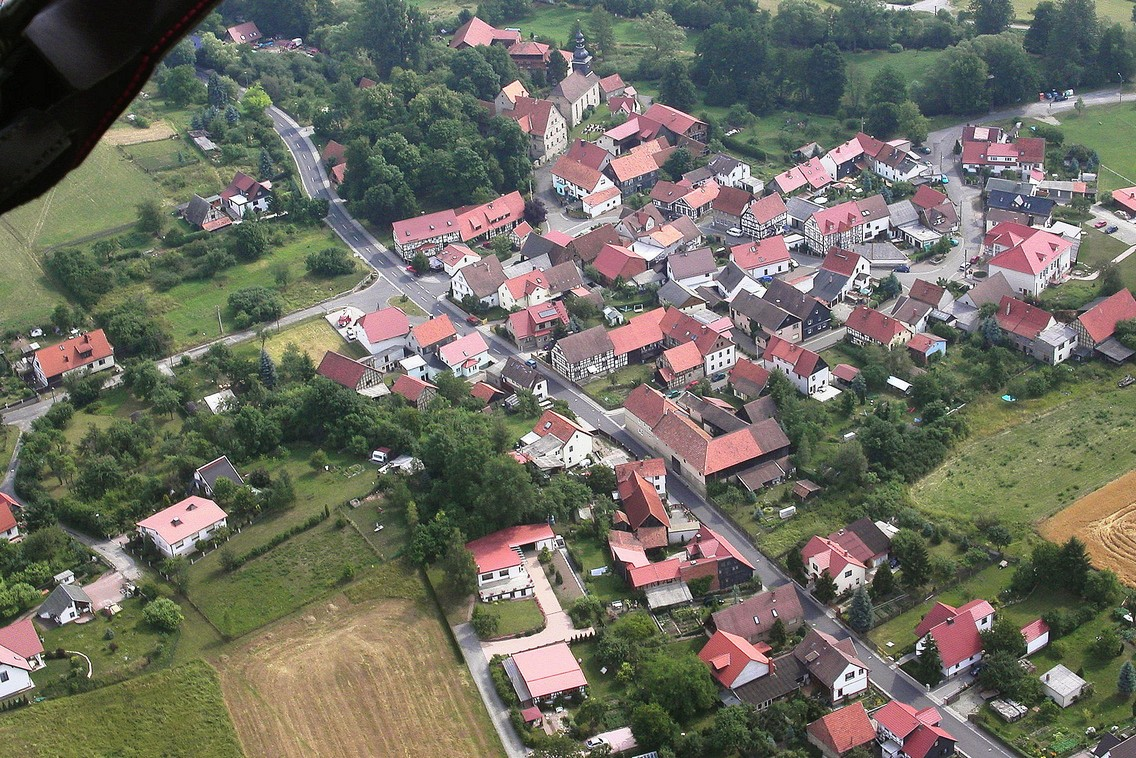